# جمعیت‌شناسی اردن
اردن تا سال ۲۰۱۵ تقریباً ۹٬۵۳۱٬۷۱۲ نفر جمعیت (زن: ۴۷٪؛ مرد: ۵۳٪) داشت. اردنیها (عربی: أردنیون) شهروندان اردن اند، که از اجدادی مشترک سامی شامی هستند. ۹۸٪ درصد اردنی‌ها عرب هستند و ۲٪ باقی مانده‌ها اقلیت‌های قومی دیگر هستند. حدود ۲٫۹ میلیون نفر غیر شهروند اند، که شامل پناهندگان، مهاجران قانونی و غیرقانونی می‌باشند. نرخ رشد سالانه جمعیت اردن در سال ۲۰۱۷ معادل ۲٫۰۵٪ بود که میانگین آن سه فرزند در هر زن بود. در سال ۲۰۱۵ تعداد ۱٬۹۷۷٬۵۳۴ خانوار در اردن وجود داشته‌است، به‌طور متوسط ۴٫۸ نفر در هر خانواده.
زبان رسمی عربی است، ولی انگلیسی دومین زبان پرکاربرد اردنی‌ها است. همچنین در تجارت و دولت بسیار مورد استفاده قرار می‌گیرد. در سال ۲۰۱۶، حدود ۸۴٪ از جمعیت اردن در شهرها زندگی می‌کنند. بسیاری از اردنی‌ها یا اردنی‌تبارها در کشورهای دیگر زندگی می‌کنند که ایالات متحده، امارات متحده عربی، کانادا، فرانسه، سوئد و اسپانیا بیشترین مقصد اردنی‌ها محسوب می‌شود.
در سال ۲۰۱۶، اردن به عنوان بزرگ‌ترین کشور میزبان پناهجویان در جهان و پس از ترکیه، پاکستان و لبنان معرفی شد. پادشاهی اردن میزبان پناهندگان عمدتاً از فلسطین، سوریه، عراق و بسیاری از کشورهای دیگر است. همچنین صدها هزار کارگر از مصر، اندونزی و آسیای جنوبی وجود دارند که به عنوان کارگران داخلی و ساختمانی کار می‌کنند.

## تعریف
قلمرو اردن را می‌توان با تاریخچه ایجاد آن پس از پایان جنگ جهانی اول، اتحادیه ملل و تغییر مسیر مرزهای دریای مدیترانه شرقی همزمان دانست. تصمیمات متعاقب آن، برجسته‌ترین توافقنامه سایکس - پیوت، که باعث ایجاد فلسطین شد. در سپتامبر سال ۱۹۲۲، پس از تصویب اتحادیه ملل، تفاهم نامه بریتانیا را به نام Transjordan انگلیس، که پس از تصویب اتحادیه ملل، تفاهم نامه بریتانیایی Transjordan را صادر گردد، Transjordan رسماً به عنوان زیرمجموعه فلسطین شناخته شد که اظهار داشت: شرق رود اردن از کلیه مقررات مربوط به شهرک سازی یهودیان مستثنا می‌گردد.

## گروه‌های قومی و مذهبی
| گروه‌های قومی اردن | گروه‌های قومی اردن | گروه‌های قومی اردن | گروه‌های قومی اردن | گروه‌های قومی اردن |
| ----------------- | ----------------- | ----------------- | ----------------- | ----------------- |
| گروه‌های قومی      |                   |                   |                   |                   |
| اعراب             | اعراب             |                   | ۹۸٪               | ۹۸٪               |
| سکرها             | سکرها             |                   | ۱٪                | ۱٪                |
| ارامنه            | ارامنه            |                   | ۱٪                | ۱٪                |

### عرب
اردنی‌های عرب یا از خانواده‌ها و قبیله‌هایی هستند که قبل از جنگ سال ۱۹۴۸ در شهرها و شهرهایی در Transjordan زندگی می‌کردند، که مهم‌ترین آنها در استان‌های جراش، عجلون، بالقا، ایربید، مادبا، آل کاراک، عقبه، امان و برخی دیگر است. شهرهای کشور بیشتر جمعیت مسیحیان بومی کشور متعلق به این قومیت یا قومیت بادیه نشین هستند. یا از خانواده‌های فلسطینی که در قرن بیستم در دوره‌های مختلف به اردن پناه می‌بردند، عمدتاً در طول و پس از جنگهای ۱۹۴۸ و ۱۹۶۷. در کنار برخی دیگر از اقوام عرب، بیشتر از سوریه و عراق است.

### دروز
اعتقاد بر این است که مردم دروزی حدود ۰/۵ درصد از کل جمعیت اردن را تشکیل می‌دهند، یعنی حدود ۳۲۰۰۰ نفر. دروزی‌ها که خود را المواحدین یا «مؤمن به یک خدا» می‌نامند در مناطق روستایی، کوهستانی غرب و شمال امان متمرکز شده‌اند.

### بدوئین
گروه دیگر اردنی‌ها از بدوئین‌ها (از این تعداد، کمتر از ۱٪ سبک زندگی عشایری زندگی می‌کنند) تبار دارند. سکونتگاه‌های بدوئین در مناطق بیابانی جنوب و شرق کشور متمرکز است.

### ارمنی‌ها
در سال ۲۰۰۹ حدود ۵۰۰۰ ارمنی در این کشور زندگی می‌کردند. حدود ۴۵۰۰ نفر از این افراد عضو کلیسای رسولی ارمنی هستند، و به‌طور عمده با لهجه ارمنی غربی از زبان ارمنی صحبت می‌کنند. این جمعیت اکثریت مسیحیان غیر عرب را در این کشور تشکیل می‌دهد.

### آشوری‌ها
تعداد پناهندگان آشوری در اردن وجود دارد. بسیاری از آشوری‌ها از زمان حمله به عراق به عنوان پناهنده وارد اردن شده‌اند و بخش بزرگی از پناهندگان عراقی را تشکیل می‌دهند.

### سکرها
با پایان قرن نوزدهم، مقامات عثمانی مهاجران چرشیایی را راهنمایی کردند تا در اردن مستقر شوند. چریکها مسلمان سنی هستند و تخمین زده می‌شود ۲۰٬۰۰۰ تا ۸۰٬۰۰۰ نفر باشد.

### چچن‌ها
حدود ۱۰٬۰۰۰ چچن تخمین زده می‌شود که در اردن زندگی کنند.

## پناهندگان
اردن خانه ای است برای ۲٬۱۷۵٬۴۹۱ پناهنده ثبت شده فلسطین. از میان این ۲٬۱۷۵٬۴۹۱ پناهنده، ۶۳۴٬۱۸۲ تابعیت اردن داده نشده‌است. اردن همچنین میزبان حدود ۱٫۴ میلیون پناهنده سوریاست که به دلیل جنگ داخلی سوریه از سال ۲۰۱۱ به این کشور گریختند. از ژانویه سال ۲۰۱۵ حدود ۳۱۱۶۳ یمنی و ۲۲٬۷۰۰ پناهنده لیبی زندگی می‌کنند. هزاران پناهنده لبنانی وجود دارند که هنگام درگیری‌های داخلی و جنگ و جنگ سال ۲۰۰۶ در کشور مادری خود به اردن آمدند. حداکثر ۱ میلیون عراقی پس از جنگ عراق در سال ۲۰۰۳ به اردن آمدند. در سال ۲۰۱۵ تعداد آنها ۱۳۰٫۹۱۱ بود. حدود ۲۵۰۰ پناهنده مندایی عراقی در اردن اسکان داده شده‌اند.

## دین
| مذاهب براساس برآورد 2010 | مذاهب براساس برآورد 2010 | مذاهب براساس برآورد 2010 | مذاهب براساس برآورد 2010 | مذاهب براساس برآورد 2010 |
| ------------------------ | ------------------------ | ------------------------ | ------------------------ | ------------------------ |
| مذاهب                    | مذاهب                    |                          | percent                  | percent                  |
| اسلام                    | اسلام                    |                          | ۹۵٪                      | ۹۵٪                      |
| سکرها                    | سکرها                    |                          | ۴٪                       | ۴٪                       |
| بودایی                   | بودایی                   |                          | ۰٫۴٪                     | ۰٫۴٪                     |
| هندو                     | هندو                     |                          | ۰٫۱٪                     | ۰٫۱٪                     |
| مذاهب محلیist            | مذاهب محلیist            |                          | ۰٫۱٪                     | ۰٫۱٪                     |
| دسته‌بندی نشده            | دسته‌بندی نشده            |                          | ۰٫۲٪                     | ۰٫۲٪                     |
| بقیه                     | بقیه                     |                          | ۰٫۲٪                     | ۰٫۲٪                     |

## بهداشت و آموزش
اردن به خدمات درمانی خود، که برخی از بهترین‌ها در منطقه هستند، افتخار می‌کند. داروهای مجاز، شرایط سرمایه‌گذاری مطلوب و ثبات اردن در موفقیت این بخش نقش داشته‌اند.
اردن دارای یک سیستم آموزشی بسیار پیشرفته است. سیستم آموزش مدرسه شامل ۲ سال آموزش پیش دبستانی، ۱۰ سال آموزش ابتدایی اجباری و دو سال آموزش متوسطه علمی یا حرفه ای است که پس از آن دانش آموزان برای گواهینامه عمومی آزمون آموزش متوسطه (توجیحی) شرکت می‌کنند. محققان ممکن است در مدارس خصوصی یا دولتی شرکت کنند.
دسترسی به آموزش عالی برای دارندگان گواهینامه آموزش متوسطه عمومی که پس از آن می‌توانند از بین کالج‌های جامعه خصوصی، کالج‌های جامعه عمومی یا دانشگاه‌ها (عمومی و خصوصی) انتخاب کنند، باز است. سیستم ساعت اعتباری، که به دانشجویان این امکان را می‌دهد که دوره‌ها را طبق برنامه مطالعه انتخاب کنند، در دانشگاه‌ها اجرا می‌شود. تعداد دانشگاه‌های دولتی به ۱۰ دانشگاه رسیده‌است، علاوه بر این (۱۷) دانشگاه خصوصی، و (۵۱) کالج‌های ملی دارد. تعداد دانشگاه‌هایی که با افزایش قابل توجه تعداد دانشجویان ثبت نام شده در این دانشگاه‌ها همراه هستند، جایی که تعداد دانشجویان ثبت نام شده در دانشگاه‌های دولتی و خصوصی تقریباً (۲۳۶) هزار نفر تخمین زده می‌شود. از این تعداد (۲۸) هزار نفر از ملیت‌های عرب یا خارجی هستند.
| دوره زمانی | امید به زندگی در سال‌ها | دوره زمانی | امید به زندگی در سال‌ها |
| ---------- | ---------------------- | ---------- | ---------------------- |
| ۱۹۵۰–۱۹۵۵  | ۴۶٫۵                   | ۱۹۸۵–۱۹۹۰  | ۶۹٫۲                   |
| ۱۹۵۵–۱۹۶۰  | ۵۰٫۷                   | ۱۹۹۰–۱۹۹۵  | ۷۰٫۴                   |
| ۱۹۶۰–۱۹۶۵  | ۵۴٫۶                   | ۲۰۰۰–۱۰۰۰  | ۷۱٫۳                   |
| ۱۹۶۵–۱۹۷۰  | ۵۸٫۴                   | ۲۰۰۰–۲۰۰۵  | ۷۲٫۲                   |
| ۱۹۷۰–۱۹۷۵  | ۶۱٫۹                   | ۲۰۰۵–۲۰۱۰  | ۷۳٫۰                   |
| ۱۹۷۵–۱۹۸۰  | ۶۴٫۹                   | ۲۰۱۰–۲۰۱۵  | ۷۳٫۸                   |
| ۱۹۸۰–۱۹۸۵  | ۶۷٫۲                   |            |                        |

منبع: چشم‌انداز جمعیت جهانی سازمان ملل

## آمار
آمار دموگرافیک زیر از کتاب CIA World Factory است

### کل جمعیت
۱۰٬۰۸۶،876 (طبق ساعت جمعیت از ۱۴ فوریه 2018).

### نسبت جنسیت
- هنگام تولد: ۱٫۰۶ مرد / زن
- ۰–۱۴ سال: ۱٫۰۵ مرد / زن
- ۲۴–۲۴ سال: ۱٫۰۵ مرد / زن
- ۲۵–۵۴ سال: ۱ مرد / زن
- ۵۵–۶۴ سال: ۰٫۹۵ مرد / زن
- ۶۵ سال به بالا: ۸۹/۰ مرد / زن
- کل جمعیت: ۱٫۰۲ مرد / زن (سال ۲۰۱۶ برآورد شده‌است)

### ساختار سنی
- ۰–۱۴ سال: ۳۴٫۶۸٪ (مذکر ۱٬۸۲۷٬۵۵۴ / زن ۱٬۷۲۶٬۶۹۱)
- ۱۵–۲۴ سال: ۲۰٫۰۷٪ (مذکر ۱٬۱۰۳٬۰۴۲ / زن ۹۵۳٬۷۰۴)
- ۲۵–۵۴ سال: ۳۷٫۳۶٪ (مذکر ۲٬۰۷۳٬۲۱۱ / زن ۱٬۷۵۵٬۲۹۰)
- ۵۵–۶۴ سال: ۴٫۴۴٪ (مذکر۲۳۶٫۴۳۵ / زن ۲۱۸٬۴۶۹)
- ۶۵ سال و بالاتر: ۳٫۴۵٪ (مذکر ۱۷۴٬۴۷۰ / زن ۱۷۹،203) (2017 est.)

ساختار جمعیت
ساختار جمعیت (۱ نوامبر ۲۰۰۴) (سرشماری)
| گروه سنی | مرد       | زن        | جمع       | ٪      |
| -------- | --------- | --------- | --------- | ------ |
| جمع      | 2 626 287 | 2 477 352 | 5 103 639 | 100    |
| 0-4      | 333 216   | 317 115   | 650 331   | 12،۷۴  |
| 5-9      | 329 133   | 313 738   | 642 871   | 12،۶۰  |
| 10-14    | 313 083   | 297 046   | 610 129   | 11،۹۵  |
| 15-19    | 287 693   | 272 145   | 559 838   | 10،۹۷  |
| 20-24    | 279 600   | 260 593   | 540 193   | 10،۵۸  |
| 25-29    | 239 774   | 216 487   | 456 261   | 8،۹۴   |
| 30-34    | 207 178   | 191 991   | 399 169   | 7،۸۲   |
| 35-39    | 167 737   | 155 689   | 323 426   | 6،۳۴   |
| 40-44    | 123 945   | 117 455   | 241 400   | 4،۷۳   |
| 45-49    | 87 098    | 83 358    | 170 456   | 3،۳۴   |
| 50-54    | 64 607    | 63 633    | 128 240   | 2،۵۱   |
| 55-59    | 55 765    | 57 956    | 113 721   | 2،۲۳   |
| 60-64    | 52 084    | 46 703    | 98 787    | 1،۹۴   |
| 65-69    | 37 095    | 34 728    | 71 823    | 1،۴۱   |
| 70-74    | 23 467    | 23 353    | 46 820    | 0،۹۲   |
| 75-79    | 12 651    | 11 617    | 24 268    | 484848 |
| 80+      | 10 137    | 11 923    | 22 060    | 0،۴۳   |
| 80-84    | 6 144     | 7 441     | 13 585    | 0،۲۷   |
| 85-89    | 2 444     | 2 588     | 5 032     | 101010 |
| 90-94    | 1 012     | 1 304     | 2 316     | ۰ ۵ ۰۵ |
| 95-99    | 537       | 590       | 1 127     | ۰ ۲ ۰۲ |
| ناشناس   | 2 024     | 1 822     | 3 846     | ۰ ۸ ۰۸ |

| گروه سنی | مرد       | زن        | جمع       | درصد  |
| -------- | --------- | --------- | --------- | ----- |
| 0-14     | 975 432   | 927 899   | 1 903 331 | 37،۲۹ |
| 15-64    | 1 565 481 | 1 466 010 | 3 031 491 | 59،۴۰ |
| 65+      | 83 350    | 81 621    | 164 971   | 3،۲۳  |

ساختار جمعیت (۳۱ ژانویه ۲۰۱۳) (برآورد) (به استثنای بیگانگان، از جمله فلسطینی‌های ثبت شده): پناهندگان.
| گروه سنی | مرد       | زن        | جمع       | ٪      |
| -------- | --------- | --------- | --------- | ------ |
| جمع      | 3 366 000 | 3 174 000 | 6 530 000 | 100    |
| 0-4      | 427 485   | 405 300   | 832 785   | 12،۷۵  |
| 5-9      | 422 095   | 400 880   | 822 975   | 12،۶۰  |
| 10-14    | 401 900   | 379 680   | 781 580   | 11،۹۷  |
| 15-19    | 368 915   | 347 720   | 716 635   | 10،۹۷  |
| 20-24    | 358 485   | 333 170   | 691 655   | 10،۵۹  |
| 25-29    | 307 650   | 276 855   | 584 505   | 8،۹۵   |
| 30-34    | 265 915   | 245 520   | 511 435   | 7،۸۳   |
| 35-39    | 215 425   | 199 015   | 414 440   | 6،۳۵   |
| 40-44    | 158 875   | 149 975   | 308 850   | 4،۷۳   |
| 45-49    | 111 750   | 106 630   | 218 380   | 3،۳۴   |
| 50-54    | 82 805    | 81 320    | 164 125   | 2،۵۱   |
| 55-59    | 71 360    | 74 040    | 145 400   | 2،۲۳   |
| 60-64    | 66 645    | 59 800    | 126 445   | 1،۹۴   |
| 65-69    | 47 485    | 44 280    | 91 765    | 1،۴۱   |
| 70-74    | 30 040    | 29 785    | 59 825    | 0،۹۲   |
| 75-79    | 16 195    | 14 815    | 31 010    | 484848 |
| 80-84    | 7 865     | 9 495     | 17 360    | 0،۲۷   |
| 85-89    | 3 130     | 3 300     | 6 430     | 101010 |
| 90-94    | 1 295     | 1 665     | 2 960     | ۰ ۵ ۰۵ |
| 95+      | 685       | 755       | 1 440     | ۰ ۲ ۰۲ |

| گروه سنی | مرد       | زن        | جمع       | درصد  |
| -------- | --------- | --------- | --------- | ----- |
| 0-14     | 1 251 480 | 1 185 860 | 2 437 340 | 37،۳۳ |
| 15-64    | 2 007 825 | 1 874 045 | 3 881 870 | 59،۴۵ |
| 65+      | 106 695   | 104 095   | 210 790   | 3،۲۳  |

### سن متوسط
- کل: ۲۲٫۵ سال
- مرد: ۲۲٫۹ سال
- زن: ۲۲ سال (2017 est.)

### نرخ رشد جمعیت
۲٫۰۵٪ (۲۰۱۷ تخمین)

### نرخ تولد
۲۳٫۹ زایمان / ۱۰۰۰ نفر جمعیت (۲۰۱۷ تخمین))
تولدها و مرگ و میرها
|      | متوسط به جمعتیت (x 1000) | تولد زنده | مرگ    | نرخ طبیعی | نرخ تولد در ۱۰۰۰ | نرخ مرگ در ۱۰۰۰ | نرخ تولد | نرخ باروری |
| ---- | ------------------------ | --------- | ------ | --------- | ---------------- | --------------- | -------- | ---------- |
| ۲۰۰۱ | 4 918                    | 142 956   | 16 164 | 126 792   | 29.1             | 3.3             | 25.8     |            |
| ۲۰۰۲ | 5 038                    | 146 077   | 17 220 | 128 857   | 29.0             | 3.4             | 25.6     |            |
| ۲۰۰۳ | 5 164                    | 148 294   | 16 937 | 131 357   | 28.7             | 3.3             | 25.4     |            |
| ۲۰۰۴ | 5 414                    | 150 248   | 17 011 | 133 237   | 27.8             | 3.1             | 24.6     |            |
| ۲۰۰۵ | 5 678                    | 152 276   | 17 883 | 134 393   | 26.8             | 3.1             | 23.7     |            |
| ۲۰۰۶ | 5 843                    | 162 972   | 20 397 | 142 575   | 27.9             | 3.5             | 24.4     |            |
| ۲۰۰۷ | 6 017                    | 185 011   | 20 924 | 164 087   | 30.7             | 3.5             | 27.3     | 3.6        |
| ۲۰۰۸ | 6 200                    | 181 328   | 19 403 | 161 925   | 29.2             | 3.1             | 26.1     | 3.6        |
| ۲۰۰۹ | 6 392                    | 179 872   | 20 251 | 159 621   | 28.1             | 3.2             | 25.0     | 3.6        |
| ۲۰۱۰ | 6 594                    | 183 948   | 21 550 | 162 398   | 27.9             | 3.3             | 24.6     | 3.8        |
| ۲۰۱۱ | 6 846                    | 178 435   | 21 730 | 156 705   | 26.1             | 3.2             | 22.9     | 3.8        |
| ۲۰۱۲ | 7 210                    | 177 695   | 22 785 | 154 910   | 24.6             | 3.2             | 21.5     | 3.5        |
| ۲۰۱۳ | 7 771                    | 178 143   | 23 898 | 154 245   | 22.9             | 3.1             | 19.9     | 3.5        |
| ۲۰۱۴ | 8 459                    | 188 902   | 25 782 | 163 120   | 22.3             | 3.0             | 19.3     |            |
| ۲۰۱۵ | 9 182                    | 198 018   | 26 640 | 171 378   | 21.6             | 2.9             | 18.7     |            |
| ۲۰۱۶ | 9 798                    | 197 789   | 27 608 | 170 181   | 20.4             | 2.9             | 17.6     |            |
| ۲۰۱۷ | 10 053                   | 211 441   | 27 516 | 183 925   | 21.0             | 2.7             | 18.3     |            |
| ۲۰۱۸ | 10 309                   | 207 917   | 27 753 | 180 164   | 20.2             | 2.7             | 17.5     |            |

### نرخ مرگ
۳٫۴ کشته / ۱۰۰۰ نفر جمعیت (۲۰۱۷ تخمین زده شده‌است)

### نرخ خالص مهاجرت
۰ مهاجر / هزار نفر (جمعیت ۲۰۱۷).)

### شهرنشینی
جمعیت شهری: ۸۴٫۱٪ از کل جمعیت (۲۰۱۷)
نرخ شهرنشینی: ۱٫۲۶٪ نرخ تغییر سالانه (۲۰–۲۰ ۲۰۱۵))

### میزان مرگ و میر مادران
۵۸ کشته / ۱۰۰۰۰۰ زایمان زنده (۲۰۱۵ ارزیابی))

### امید به زندگی در بدو تولد
- کل جمعیت: ۸۰٫۱۸ سال
- مرد: ۷۸٫۸۲ سال
- زن: ۸۱٫۶۱ سال (۲۰۱۲ ارزیابی))
- کل جمعیت: ۷۴٫۸ سال
- مرد: ۷۳٫۴ سال
- زن: ۷۶٫۳ سال (2017 est.)

### میزان باروری کل
۳٫۱۹ کودک متولد شده / زن (2017 est.)
میزان باروری (بررسی سلامت جمعیتی) میزان باروری (TFR) (نرخ باروری تحت تعقیب) و CBR (میزان تولد خام):
| سال     | CBR (کل) | TFR (Total) | CBR (شهری) | TFR (شهری)  | CBR (روستایی) | TFR (روستایی) |
| ------- | -------- | ----------- | ---------- | ----------- | ------------- | ------------- |
| ۱۹۷۶    |          | ۷٫۴         |            |             |               |               |
| ۱۹۸۳    |          | ۶٫۶         |            |             |               |               |
| ۱۹۹۰    | ۳۶٫۱     | ۵٫۵7 (3.94) | ۳۳٫۹       | ۴٫۷5 (3.36) | ۳۹٫۰          | ۶٫۸5 (4.76)   |
| ۱۹۹۷    | ۳۳٫۱     | ۴٫۳5 (2.9)  | ۳۲٫۵       | ۴٫۲2 (2.9)  | ۳۵٫۵          | ۵٫۰0 (3.1)    |
| ۲۰۰۲    | ۲۹٫۰     | ۳.7 (2.6)   | ۲۸٫۴       | ۳.5 (2.5)   | ۳۱٫۳          | ۴.2 (2.8)     |
| ۲۰۰۷    | ۲۸٫۱     | ۳.6 (2.8)   | ۲۸٫۱       | ۳.6 (2.8)   | ۲۸٫۲          | ۳.7 (2.8)     |
| ۲۰۰۹    | ۳۰٫۶     | ۳.8 (3.0)   | ۳۰٫۶       | ۳.8 (2.9)   | ۳۰٫۷          | ۴.0 (3.1)     |
| ۲۰۱۲    | ۲۷٫۲     | ۳.5 (2.4)   | ۲۶٫۷       | ۳.4 (2.4)   | ۲۹٫۸          | ۳.9 (2.7)     |
| ۲۰۱۷–۱۸ | ۲۱٫۶     | ۲.7 (2.2)   | ۲۱٫۳       | ۲.7 (2.1)   | ۲۳٫۷          | ۳.1 (2.4)     |

نرخ باروری (TFR) (نرخ باروری تحت تعقیب) توسط ملیت
| سال       | اردنی     | سوری      | ملیت دیگر |
| --------- | --------- | --------- | --------- |
| ۲۰۱۷–۲۰۱۸ | ۲.6 (2.1) | ۴.7 (3.7) | ۱.9 (1.7) |

### مخارج بهداشتی
۷٫۵٪ تولید ناخالص داخلی (۲۰۱۴)

### تراکم پزشکان
۲٫۶۵ پزشک / ۱۰۰۰ نفر جمعیت (۲۰۱۴)

### تراکم تخت بیمارستان
۱٫۸ تختخواب / ۱۰۰۰ نفر جمعیت (۲۰۱۲)

### چاقی - میزان شیوع بزرگسالان
۳۵٫۵٪ (۲۰۱۶)

### کودکان زیر ۵ سال کم وزن هستند
۳٪ (۲۰۱۲)

### نرخ سواد
۱۵ تا ۲۴ سال (در سال 2015):
- تعداد کل: ۹۹٫۲۳٪
- نر: ۹۹٫۱۱٪
- زن: ۹۹٫۳۷٪

۱۵ سال و بالاتر (در سال 2015):
- تعداد کل: ۹۸٫۰۱٪
- نر: ۹۸٫۵۱٪
- زن: ۹۷٫۴۹٪

### تخمین‌های سازمان ملل[۲۴]
| دوره زمانی | زایمان زنده در هر سال | مرگ و میر در سال | تغییر طبیعی در هر سال | CBR 1 | CDR 1 | NC 1 | TFR 1  | IMR 1 |
| --- | --------------------- | ---------------- | --------------------- | ----- | ----- | ---- | ------ | ----- |
| ۱۹۵۰–۱۹۵۵ | 26 000                | 11 000           | 15 000                | 47.4  | 19.3  | 28.1 | 7.38   | 160.9 |
| ۱۹۵۵–۱۹۶۰ | 38 000                | 13 000           | 25000                 | 49.4  | 16.5  | 32.9 | 7.38   | 128.9 |
| ۱۹۶۰–۱۹۶۵ | 54 000                | 15 000           | 40 000                | 53.6  | 14.5  | 39.1 | ساعت ۸ | 103.2 |
| ۱۹۶۵–۱۹۷۰ | 73 000                | 16 000           | 57 000                | 52.3  | 11.8  | 40.5 | ساعت ۸ | 82.8  |
| ۱۹۷۰–۱۹۷۵ | 90 000                | 17 000           | 73 000                | 49.0  | 9.4   | 39.6 | 7.79   | 68.3  |
| ۱۹۷۵–۱۹۸۰ | 92 000                | 16 000           | 76 000                | 42.8  | 7.5   | 35.3 | 7.38   | 56.5  |
| ۱۹۸۰–۱۹۸۵ | 101 000               | 17 000           | 85 000                | 39.7  | 6.5   | 33.2 | 7.05   | 44.4  |
| ۱۹۸۵–۱۹۹۰ | 117 000               | 18 000           | 99 000                | 37.5  | 5.7   | 31.8 | 6.44   | 36.0  |
| ۱۹۹۰–۱۹۹۵ | 132 000               | 19 000           | 113 000               | 33.9  | 4.9   | 29.0 | 5.14   | 30.6  |
| ۲۰۰۰–۱۰۰۰ | 147 000               | 21 000           | 127 000               | 32.0  | 4.5   | 27.5 | 4.34   | 26.7  |
| ۲۰۰۰–۲۰۰۵ | 143 000               | 21 000           | 122 000               | 28.1  | 4.2   | 23.9 | 3.60   | 23.6  |
| ۲۰۰۵–۲۰۱۰ | 152 000               | 23 000           | 128 000               | 26.4  | 4.1   | 22.3 | 3.27   | 21.0  |
| 1 CBR = نرخ تولد خام (در هر ۱۰۰۰)؛ CDR = میزان مرگ و میر خام (به ازای هر ۱۰۰۰)؛ NC = تغییر طبیعی (در هر ۱۰۰۰)؛ TFR = میزان باروری کل (تعداد فرزندان در هر زن)؛ IMR = میزان مرگ و میر نوزادان در هر ۱۰۰۰ تولد |                       |                  |                       |       |       |      |        |       |

## کتابشناسی - فهرست کتب
- Gandolfo, Luisa (24 December 2012). Palestinians in Jordan: The Politics of Identity. I. B. Tauris. ISBN 978-1-78076-095-7.